# Elfenbenslilja

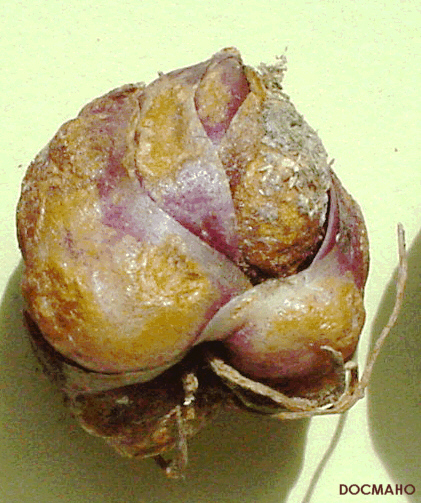
Lök med lökfjäll hos elfenbenslilja (Lilium nepalense

Lilium nepalense Kallas även Elfenbenslilja. Den är en art i familjen liljeväxter och är känd för sina trumpetformade blomblad. Den växer ofta för sig själv och den är väldigt spektakulär och en sällsynt art i Himalaya. Den är inte så tålig och odlas bäst i en stor kruka (helst med sur jord) som vinterförvaras svalt. På sommaren ska den vara i skuggan och den ska inte ha för torr jord under vår och sommar. Efter blom ska löken gå i vila och då ska man inte vattna den förrän nästa år. Den blir mellan 70 och 100 cm hög.
Elfenbenslilja (Lilium nepalense) är en art i familjen liljeväxter. Förekommer i södra Himalaya. Den odlas som trädgårdsväxt i Sverige.

## Hybrider
Hybriden med basunlilja (L. formosanum) har fått namnet Lilium ×formolense.

## Synonymer
- Lilium ochroleucum Wall. ex Baker